# Maja Johansson (fotbollsspelare född 1986)
Maja Johansson, född 1986, är krönikör i Magasinet Match och är fotbollsspelare i Kungsbacka DFF i division 1. Hon började sin karriär i IFK Velen, utanför Torsby i Värmland. 15 år gammal värvades hon till damallsvenskan och Mallbackens IF. 2007 bytte hon klubbadress till Umeå IK för att senare samma år bli utlånad till Sunnanå SK. 2008 flyttade Johansson till Göteborg och Jitex BK. Maja Johansson har spelat i flicklandslaget och vann bland annat Nordisk flickturnering 2003 efter seger över Tyskland i finalen.

## Tidigare klubbar
- Mallbackens IF
- Umeå IK
- Sunnanå SK
- Jitex BK
- Vallens IF
- IF Norvalla
- Kungsbacka DFF